# Pseudomallada amseli
Pseudomallada amseli is een insect uit de familie van de gaasvliegen (Chrysopidae), die tot de orde netvleugeligen (Neuroptera) behoort. 
Pseudomallada amseli is voor het eerst wetenschappelijk beschreven door Hölzel in 1980.